# Teresa Vergalli
Teresa Vergalli, nome di battaglia Annuska (Bibbiano, 11 ottobre 1927 – Roma, 16 maggio 2025), è stata una partigiana, insegnante e politica italiana.
Fu attiva come staffetta partigiana nella zona a Sud della via Emilia.

## Biografia
Nata in una famiglia contadina della Val d'Enza, nel 1933, all'età di cinque anni, assistette all'arresto di suo padre che tornerà solo dopo sette mesi, amnistiato per il decennale del dicembre 1933.
All'inizio della seconda guerra mondiale, nel 1941, studiò alle Magistrali a Reggio Emilia e nel 1943 era pronta ad aiutare suo padre, già coinvolto con la Resistenza e il Comitato di Liberazione Nazionale. Nel febbraio del 1944, non potendo più frequentare la scuola a causa della guerra, decise di partecipare attivamente alla Resistenza: iniziò così, come staffetta, a percorrere tutta la zona a Sud della via Emilia per portare messaggi e documenti oltreché accompagnare dirigenti e responsabili militari della provincia e anche dell'Italia del Nord. Come da lei stessa ricordato, non sparò mai un colpo ma portò sempre con sé, nascosta nel reggipetto, una piccola rivoltella con la quale era pronta a uccidersi, qualora fosse caduta nelle mani dei nazifascisti.
Terminata la guerra, fu maestra elementare nelle scuole dei quartieri romani Don Bosco e Cinecittà Est. Svolse inoltre politica attiva, partecipando alla creazione dell'Unione Donne Italiane e dell'Associazione delle ragazze.
Si sposò nel 1948 con il dirigente sindacale Claudio Truffi, di cui rimase vedova nel 1986. Morì nel 2025 per cause naturali, all'età di 97 anni.

## Opere
- Storie di una staffetta partigiana, Editori Riuniti Univ. Press, 2012, ISBN 9788864730653.
- L'invenzione della verità, DEd'A, 2009, ISBN 9788896121054.
- Un cielo pieno di nodi, Editori Riuniti, 2015, ISBN 9788864731704.
- Una vita partigiana, Strade blu, Mondadori, 2023, ISBN 9788804766940.